# Daniil Potikhanov
Pas d'image ? Cliquez ici

a Compétitions nationales et continentales officielles uniquement.

b Matchs officiels uniquement.
Dernière mise à jour le 04/08/2021.
Daniil Potikhanov (en russe : Даниил Потиханов), né le 30 novembre 1999, est un joueur russe de rugby à XV qui évolue au poste d'ailier. 

## Biographie
Originaire de Penza, il débute à l'âge 11 ans au sein du club local de l'Imperia-Dynamo. Il signe un contrat professionnel en faveur du club en 2016. Il a débuté en tant que centre, mais est alors repositionné à l'aile. Début 2018, il annonce signer un contrat de 3 ans en faveur du VVA Podmoskovie. 
La même année, il est intégré au sein de l'équipe de Russie de rugby à XV, à sa grande surprise. Il n'est en effet âgé que de 19 ans, et était alors au sein de l'équipe russe des moins de 20 ans. Après cette tournée, il est par deux fois intégré à l'effectif russe pour le championnat d'Europe en 2019 et 2020. 
A l'intersaison 2021, il quitte le VVA pour rejoindre le Lokomotiv Penza.

## Palmarès
- Championnat de Russie de rugby à sept 2018

## Statistiques

### En sélection
| Année | Compétition | Matchs | Points | Essais | Transf. | Drops | Pénal. |
| ----- | ----------- | ------ | ------ | ------ | ------- | ----- | ------ |
| 2018  | Test        | 2      | -      | -      | -       | -     | -      |
| 2019  | REC 2019    | 1      | -      | -      | -       | -     | -      |
| 2020  | REC 2020    | 1      | -      | -      | -       | -     | -      |
| Total | Total       | 4      | -      | -      | -       | -     | -      |